# PirateBox
PirateBox (укр. піратська скриня) — переносний електронний пристрій, який найчастіше складається з Wi-Fi роутера та пристрою збереження інформації. Піратська скриня створює бездротову мережу, користувачі якої можуть вільно анонімно спілкуватися та обмінюватися файлами без з'єднання зі всесвітньою мережею.. Пристрій було розроблено для вільного обміну даними, які є суспільним надбанням чи розповсюджуються під вільною угодою.

## Історія
PirateBox спроектував у 2011 Девід Дарц, професор Нью-Йоркського університету під вільною мистецькою угодою (копілефт). З того часу вона набула великої популярності в Західній Європі, зокрема у Франції популяризувалася Джоном Дібекером, та своєму розвитку найбільше завдячує Меттіясу Штрубелю. Використання ідей PirateBox поступово змінюється від місцевого файлообміну до освітніх цілей у державних школах чи приватних заходах наподобі CryptoParties, а також подолання цензури, оскільки піратська скриня може працювати за потужними фізичними перешкодами.

## Складання
Найдоцільніше складати пристрій з TP-Link Wi-Fi роутеру та USB флеш-накопичувача. Починаючи з версії 1.0, існує покращений шлях складання піратської скрині, який складається з декількох кроків, що завершуються автоматичним встановленням.

## Використання
Користувачі під'єднуються до PirateBox за допомогою відкритої мережі Wi-Fi (без паролю), а тоді вони спрямовуються на головну сторінку PirateBox для завантаження чи відвантаження файлів, анонімних балачок на форумі та чаті. Цей обмін даними обмежується локальною мережею піратської скрині й не перетинається з інтернетом.
Декілька освітніх проектів використовують піратську скриню, для доставки освітніх матеріалів студентам, дозволяючи їм обмінюватися у чаті чи форумі. PirateBox також використувують в місцях, де доступ до Інтернету рідкісний або непрактичний. 

## Пристрої, що можуть бути перероблені на PirateBox
- Android (v2.3+) пристрої: неофіційний порт дозволяє виконувати PirateBox на деяких рутованих Android пристроях (наприклад, смартфонах та планшетах).[7] PirateBox для Android is available from Google Play (since June 2014).[8]
- PirateBox Live USB: дозволяє тимчасово перетворити комп'ютер на PirateBox[9]
- Raspberry Pi[1][10]
- Chip[11]

### Wi-Fi роутери
Не вичерпний перелік:
- TP-Link MR3020 – перший пристрій перероблений Дарцем[12]
- TP-Link MR3040[13]

Офіційна PirateBox вікі має актуальний перелік сумісних пристроїв.